# Rhegmoclemina bellstedti
Rhegmoclemina bellstedti is een muggensoort uit de familie van de Scatopsidae. De wetenschappelijke naam van de soort is voor het eerst geldig gepubliceerd in 1998 door Haenni.